# Stadion De Vijverberg
Das Stadion De Vijverberg (kurz De Vijverberg) ist ein Fußballstadion in der niederländischen Gemeinde Doetinchem in der Provinz Gelderland. Es ist die Heimspielstätte des BV De Graafschap Doetinchem.

## Geschichte
Das Stadion De Vijverberg wurde 1954 für den am 1. Februar neugegründeten Verein De Graafschap Doetinchem errichtet. Das Grundstück wurde von einem ortsansässigen Viehhändler zur Verfügung gestellt und innerhalb von fünf Monaten errichtete man eine Anlage mit Holz-Tribünen. Mit einem Spiel zwischen De Graafschap Doetinchem und Fortuna '54 (1:1) wurde das Stadion am 4. September vor 12.000 Zuschauern eingeweiht.
Im Jahr 1986 baute man die Haupttribüne Vijverberg um und überdachte sie. Nach den Umbaumaßnahmen besaß der Rang 3.000 Plätze. Im Sommer 1998 begannen die Bauarbeiten für eine grundlegende Renovierung der Anlage. Alle vier alten Zuschauerränge wurden abgerissen und ersetzt. Die Ränge wurden noch dichter an das Spielfeld gebaut. Die Einweihung der erneuerten Sportstätte wurde am 12. August 2000 mit dem Spiel De Graafschap gegen die spanische Mannschaft von Deportivo Alavés (0:0) gefeiert. Heute bietet das Stadion 12.600 überdachte Plätze. Statt einer Rasenheizung wird ein System mit einer Folie, die über den Rasen gezogen wird, verwendet.
Bis zum März 2007 war das Stadion Vereinseigentum. Durch finanzielle Schwierigkeiten musste der Verein das Stadion an die Gemeinde Doetinchem verkaufen.

## Galerie

Sitzplan des Stadions